# Obra maestra
Obra maestra è un film del 2000 diretto da David Trueba.